# Ragnvald Ulfsson
Ragnvald gamle Ulfsson (apodado "el Viejo", 960-1030) fue un caudillo vikingo de Suecia, jarl de Västergötland u Östergötland, y casado con una hermana de Olaf Tryggvason.
Ragnvald aparece mencionado en un poema escáldico Austrfararvísur, obra del escaldo Sigvatr Þórðarson, poeta del rey Olaf II el Santo de Noruega, que había estado en una misión diplomática en Suecia. El poema se cita en Fagrskinna y Heimskringla de Snorri Sturluson (siglo XIII). Fagrskinna solo menciona a Ragnvald brevemente, mientras que Heimskringla elabora un perfil más detallado del personaje, no obstante la prosa del siglo XIII no se considera una fuente histórica fiable.
Según Snorri, Ragnvald era hijo de Ulf Tostesson e Ingeborg y ahijado de Þorgnýr el lagman; también era primo del rey sueco Olaf Skötkonung, (la madre de Olof era su tía Sigrid la Altiva), y casó con Ingeborg Tryggvasdotter, hija del jarl Tryggve Olafsson; de esa unión nacieron dos varones: Ulf Ragnvaldsson (n. 1002) y Eilif Ragnvaldsson (n. 1005).
En aquellos tiempos, vikingos noruegos acostumbraban a devastar Västergötland, pero el rey Olaf II pidió matrimonio a la princesa sueca Ingegerd Olofsdotter, hija de Olaf Skötkonung, algo que complació a Ragnvald ya que emparentaba a las dos familias reales.
No obstante, en el thing de Gamla Uppsala, Ragnvald y su padrino Þorgnýr tuvieron que forzar a Olof, el rey sueco, a aceptar el compromiso con el rey noruego, que le disgustaba. Cuando el rey sueco se negó a entregar a su hija, Ragnvald se dio cuenta de que se encontraba en serios problemas ya que había perdido la gracia de su rey y por otro lado solo podía esperar la venganza de los emisarios noruegos Björn Stallare y Hjalti Skeggiason, por la afrenta.
Durante la visita del escaldo Sigvatr Þórðarson, Ragnvald supo que el príncipe Yaroslav I el Sabio del Rus de Kiev había propuesto en matrimonio a Ingigerd, y tuvo la idea que Olaf debería casarse con una hija ilegítima de Olof Skötkonung, Astrid, quien estaba bajo tutela de Ragnvald. Sigvat prometió entregar el mensaje, y el rey noruego aceptó.
Ragnvald entregó Astrid en Sarpsborg, Noruega quien casó con el rey noruego en la Navidad de 1019.
Olof Skötkonung estaba más que disgustado y pretendía ahorcar a Ragnvald en el próximo Thing. Pero cuando Ingigerd Olofsdotter casó con Yaroslav, consiguió que Ragnvald se convirtiese en jarl de Stáraia Ládoga (Aldeigjuborg) e Ingria, y Olof le dejó partir junto a Ingigerd en el verano de 1019. 
Existen diferencias entre Heimskringla y Fagrskinna, en esta última saga nórdica Ragnvald no tiene un papel prominente en los hechos.
También se le imputa la paternidad de Stenkil, rey de Suecia en 1060.